# Landquart (district)
Het district Landquart (Reto-Romaans: District da Landquart; Duits: Bezirk Landquart; Italiaans: Distretto di Landquart) is een bestuurlijke eenheid binnen het kanton Graubünden. Het district heeft een oppervlakte van 193,23 km² en heeft 22.739 inwoners (eind 2005).
Tot het district behoren de volgende cirkels (Duits: Kreis) en gemeenten:
| Fünf Dörfer | Fünf Dörfer | Fünf Dörfer           | Fünf Dörfer       | Fünf Dörfer      |
| Wapen       | Naam        | Inwoners (31/12/2005) | Oppervlakte (km²) | Gemeente- nummer |
| ----------- | ----------- | --------------------- | ----------------- | ---------------- |
| Haldenstein | Haldenstein | 894                   | 18.56             | 2941             |
| Igis        | Igis        | 7008                  | 10.88             | 2942             |
| Mastrils    | Mastrils    | 534                   | 7.98              | 2943             |
| Says        | Says        | 172                   | 14.47             | 2944             |
| Trimmis     | Trimmis     | 2881                  | 28.40             | 2945             |
| Untervaz    | Untervaz    | 2262                  | 27.72             | 2946             |
| Zizers      | Zizers      | 3064                  | 11.01             | 2947             |

| Maienfeld | Maienfeld | Maienfeld             | Maienfeld         | Maienfeld        |
| Wapen     | Naam      | Inwoners (31/12/2005) | Oppervlakte (km²) | Gemeente- nummer |
| --------- | --------- | --------------------- | ----------------- | ---------------- |
| Fläsch    | Fläsch    | 587                   | 19.94             | 2951             |
| Jenins    | Jenins    | 752                   | 10.54             | 2952             |
| Maienfeld | Maienfeld | 2432                  | 32.33             | 2953             |
| Malans    | Malans    | 2153                  | 11.40             | 2954             |

Albula · Bernina · Hinterrhein · Imboden · Inn · Landquart · Maloja · Moësa · Plessur · Prättigau/Davos · Surselva